# Dingo (roman)
Pour les articles homonymes, voir Dingo.
Dingo est un roman de l’écrivain français Octave Mirbeau, publié chez Fasquelle en mai 1913, après une pré-publication en feuilleton dans le Journal. Comme Mirbeau, malade depuis plusieurs années, n’était plus en état d’écrire, c’est son “disciple” Léon Werth qui, sur ses indications, acheva l’œuvre en chantier et en rédigea les derniers chapitres.

## Le roman

### Une fablecynique
Il s’agit d’un récit « de haute graisse », d’inspiration rabelaisienne, grâce auquel nous pénétrons dans un monde de fantaisie, mais qui n’exclut pas l’observation vacharde : le romancier y décrit sous les couleurs les plus noires la misère intellectuelle et matérielle des habitants de Cormeilles-en-Vexin, où il habite, et qu’il rebaptise Ponteilles-en-Barcis.
Comme dans La 628-E8, le véritable héros de ce  roman-fable n’est pas un homme : c’est le propre chien éponyme de Mirbeau, Dingo, mort en octobre 1901 et devenu figure mythique, qui est placé au centre du récit et par le truchement duquel le romancier, devenu vieux et incapable de poursuivre ses grands combats esthétiques et politiques, exprime sa révolte, son dégoût et sa soif de liberté. Il renoue ainsi avec l’héritage des philosophes cyniques grecs, qui recouraient à la « falsification » des valeurs sociales et à leur transgression pour mieux en démontrer l’absurdité.

### Une œuvre ambiguë
Il se garde bien pour autant de tomber dans les illusions du rousseauisme et de faire de son chien Dingo un modèle. Car ce sympathique animal, qui a été dûment dénaturé par les hommes et qui en meurt, n’en est pas moins resté un prédateur sanguinaire, qui obéit à l’universelle « loi du meurtre » régissant la nature aussi bien que les sociétés humaines (voir Le Jardin des supplices).

### Entre autofiction et galéjade
Comme dans La 628-E8, Mirbeau recourt à une espèce d’autofiction avant la lettre : il se met lui-même en scène, mais en tant que personnage de fiction, qui présente bien des différences avec l’auteur réel dont le nom figure sur la couverture, de sorte que le lecteur n’est pas toujours en mesure de faire le départ entre le vécu et ce qui relève de la caricature, voire de la galéjade.
Mirbeau contribue ainsi à renouveler le genre romanesque et à rompre une nouvelle fois avec les présupposés du roman réaliste.